# Narberth
Narberth (wal. Arberth) – miasto w południowo-zachodniej Walii, w hrabstwie Pembrokeshire. W 2011 roku liczyło 2265 mieszkańców.
Znajdują się tu ruiny zamku Narberth Castle z XIII wieku, wzniesionego w miejscu wcześniejszej normańskiej budowli z XI/XII wieku.